# 崔湜
崔湜（671年—713年），字澄澜，唐代定州人，因依附太平公主，遭到唐玄宗肅清，先天政變後被迫自殺。

## 生平
崔湜出自博陵崔氏定著四房之一博陵安平房，宰相崔仁师孙，户部尚书崔挹子。與弟崔液、崔澄、崔涤皆有文才，每有家宴，自比王谢家。早年即擢进士，累转左补阙。预修《三教珠英》。有美姿，当时崔湜的妻子非常美丽漂亮也是很出名的，他将自己的妻妾和两个美貌的女儿一同进献给李隆基，“私侍太平公主”，還曾經和安樂公主通姦，也曾是上官婉儿的情人，依附武三思、上官婉兒，由考功员外郎骤迁中书舍人、兵部侍郎。崔湜在天津桥上骑马吟诗道：“春游上林苑，花满洛阳城。”张说羡慕不已，说：“此句可效，此位可得，其年不可及也。”崔湜、岑羲、郑愔同時担任吏部侍郎，时人諷之：“岑羲獠子后，崔湜令公孙。三人相比接，莫贺咄最浑。”
崔湜被贬为襄州刺史时，曾写信给意图政变夺位的中宗庶长子均州刺史谯王李重福，李重福亦赠以金带。李重福很快败亡。崔湜因此被弹劾犯下死罪，因张说和刘幽求说情，崔湜未被处罚。
先天二年七月三日，崔湜与太平公主同谋叛變。左散骑常侍魏知古告密，玄宗先發制人，竇懷貞等伏誅後，崔湜跟右丞盧藏用被檢舉跟太平公主私通，判處流刑，崔湜流竄竇州（廣東省信宜縣），盧藏用流竄瀧州（廣東省羅定市南）。當時新興王李晉亦因罪被誅，臨刑歎說：“本謀此事，出自崔湜，今我就死而湜得生，何冤濫也！”途中，崔湜对卢藏用说：“家弟崔澄承蒙皇帝隆恩，或许还能获赦。”後有宫女元氏供认，崔湜曾谋划在赤箭粉（春藥）中下毒，打算謀弒皇帝。
玄宗先天二年，崔湜在荊州（湖北省江陵縣）途中於驿站自殺，時人皆以為張說陷害崔湜。《全唐诗》存其诗39首，《全唐诗外编》补诗5首。

## 影视形象
- 《大明宫词》李爱军饰演的崔缇被认为以崔湜为原型。剧中崔缇的真实身份为薛绍和原配所生子薛崇谏（历史原型薛崇简），历史上崔湜与薛崇简并非一人。

## 資料
- 《新唐書》列传第二十四